# Me Gusta
"Me Gusta" é uma canção da cantora brasileira Anitta, gravada para seu quinto álbum de estúdio Versions of Me (2022). Conta com participação da rapper estadunidense Cardi B e do rapper porto-riquenho Myke Towers. Foi lançado como o primeiro single do álbum em 18 de setembro de 2020 pela Warner Records.
Comercialmente, "Me Gusta" entrou nas tabelas musicais de vários países, Incluindo Argentina, Bélgica, Canadá, Irlanda, entre outros. Na Billboard Hot 100 dos Estados Unidos, a canção estreou na 91ª posição na tabela de 3 de outubro de 2020. Foi a primeira entrada de Anitta e Myke Towers na parada americana. A canção também se tornou a vigésima sexta entrada de um brasileiro na Hot 100. Um remix com participação do rapper norte-americano 24kGoldn foi lançado em 20 de novembro de 2020.

## Antecedentes e lançamento
Anitta iniciou as gravações do vídeo musical de "Me Gusta" no dia 13 de fevereiro de 2020, no centro histórico de Salvador, – cidade na qual já havia gravado o vídeo musical da canção "Bola Rebola" – cercada por jornalistas e pela população local. Ela divulgou os bastidores da gravação em seu perfil no Instagram. A cantora adiou o lançamento da música duas vezes, em 27 de março de 2020, ela disse durante uma transmissão ao vivo no Instagram, que adiou o lançamento da canção devido à pandemia de COVID-19. Em 19 de agosto de 2020, Anitta disse que adiaria novamente o lançamento da música. Ela estava prevista para fazer uma apresentação de "Me Gusta" no programa de televisão estadunidense The Late Late Show with James Corden, mas devido ao adiamento, ela optou por performar seu outro single, "Tócame", lançado em julho de 2020.
Uma semana antes do lançamento da canção, Anitta fez suspense em suas redes sociais e publicou uma foto em que ela, Myke Towers e uma silhueta de um artista desconhecido apareciam. A cantora disse que a silhueta era de um artista que participaria de "Me Gusta" e que sempre foi uma inspiração para ela. Dois dias depois da publicação, Anitta confirmou que a participação misteriosa na canção era da rapper estadunidense Cardi B, ela revelou que ficou emocionada ao saber que a rapper aceitou participar da música.
O lançamento da canção ocorreu no dia 18 de setembro de 2020, juntamente com seu videoclipe. No dia 28 de setembro, a EA Sports divulgou a lista das canções presentes na trilha sonora do jogo eletrônico FIFA 21, na qual "Me Gusta" estaria inclusa.

## Composição
Musicalmente, "Me Gusta" é uma música de pop latino e reggaeton com elementos de funk carioca e pagode baiano. Anitta e Cardi B se apresentam em inglês e espanhol, enquanto Myke Towers, se apresenta no final da canção apenas em espanhol. Em seu verso, Cardi retrata seu alter ego "La Caldi" e faz referência à cantora Shakira.

## Recepção crítica
Em geral, "Me Gusta" recebeu críticas positivas por parte dos críticos. Douglas Françoza do POPline afirmou que "Me Gusta" "está nutrindo altas expectativas em relação aos charts e já pode ser considerada o capítulo mais importante na carreira internacional de Anitta". A revista norte-americana Billboard escreveu que "Cardi B está totalmente dentro do projeto, no qual alterna o rap entre inglês e espanhol. ‘Vocês sabem como eu amo música em espanhol, vocês sabem como amo o funk brasileiro. Estou muito animada’, ela disse entusiasmada". Na revista GQ, Isaac Garrido chamou a música de "uma ode aos ritmos e cores brasileiras". Ele ainda acrescentou que a voz de Anitta "se funde com a de Cardi B, com quem ela consegue uma sinergia que celebra o espírito latino e juntos eles possuem os toques de hip-hop e rap, pronunciados em um espanglês melódico", e elogiou o verso de Myke Towers.

## Vídeo musical
O videoclipe, filmado em Salvador, na Bahia, e dirigido por Daniel Russell, foi disponibilizado no dia 18 de setembro de 2020 para coincidir com o lançamento da música. Apresenta afro-latinas de Salvador e pessoas de comunidades LGBTQ. O vídeo mostra cenas de uma festa de rua semelhante a um carnaval e uma passarela. No vídeo, Anitta usa várias roupas coloridas, incluindo um vestido arco-íris. Cardi B usa um espartilho de cor lavanda e uma saia forrada de rosas.
Anitta comentou em uma entrevista à NBC News que recebeu conselhos de um especialista em história afro-brasileira sobre a melhor forma de mostrar suas raízes por meio de imagens. Ela também afirmou: "Eu entendo que é música para as pessoas se divertirem... Mas no vídeo, por trás, temos uma mensagem. Estamos exaltando todos os tipos de mulheres e dizendo o quanto gostamos quando elas fazem o que querem".

## Divulgação
A música teve grande investimento da gravadora Warner Records, tendo sido adicionada em plataformas de streaming do Spotify, nas maiores playlists como "Today Top Hits", "Viva Latino"; além disso, Anitta apresentou a música várias vezes na televisão, incluindo na sua semana de lançamento no programa estadunidense The Tonight Show Starring Jimmy Fallon. No dia seguinte, Anitta cantou a música no MTV Millennial Awards 2020. Em 1 de outubro de 2020, Anitta fez um performance no evento de lançamento do FIFA 21, onde a música ainda foi disponíbilizada na trilha sonora do jogo. No dia 9 de outubro, Anitta cantou a música no iHeartRadio Fiesta Latina 2020. Em 24 de outubro, a cantora apresentou a música no programa de televisão Caldeirão do Huck. Em 20 de novembro, Anitta performou "Me Gusta" no Grammy Latino de 2020. Em 01 de junho de 2021 foi apresentada junto a Girl from Rio no Premios Heat. Em 27 de novembro de 2021, Anitta cantou a música na final da Copa Libertadores da América de 2021.
"Me Gusta" fez parte da trilha sonora da minissérie norte-americana Inventing Anna (2022).

## Faixas e formatos
| Download digital / streaming |            |         |  |
| N.º                          | Título     | Duração |  |
| 1.                           | "Me Gusta" | 3:00    |  |

| Download digital / streaming (Remix de 24kGoldn) |                                                |         |  |
| N.º                                              | Título                                         | Duração |  |
| 1.                                               | "Me Gusta" (Remix) [feat. Cardi B & 24kGoldn]) | 2:44    |  |

## Desempenho nas tabelas musicais
| País — tabela musical (2020)              | Melhor posição |
| ----------------------------------------- | -------------- |
| Argentina (Monitor Latino)                | 14             |
| Brasil (Top 100 Brasil)                   | 14             |
| Brasil (Top 10 Pop Internacional)         | 1              |
| Brasil (UBC)                              | 3              |
| Canadá (Canadian Hot 100)                 | 92             |
| Canadá (Hot Canadian Digital Song Sales)  | 33             |
| Colômbia (Monitor Latino Pop)             | 14             |
| Colômbia (National-Report)                | 22             |
| Equador (Monitor Latino Pop)              | 16             |
| Espanha (PROMUSICAE)                      | 82             |
| Estados Unidos (Billboard Hot 100)        | 91             |
| Estados Unidos (Hot Latin Songs)          | 5              |
| Estados Unidos (Latin Pop Airplay)        | 21             |
| Estados Unidos (Digital Songs Sales)      | 27             |
| Estados Unidos (Latin Digital Song Sales) | 1              |
| Estados Unidos (Latin Streaming Songs)    | 3              |
| Global 200 (Billboard)                    | 37             |
| Global Excl. E.U.A (Billboard)            | 38             |
| Grécia (IFPI)                             | 92             |
| Honduras (Monitor Latino Pop)             | 7              |
| Hungria (MAHASZ)                          | 40             |
| Irlanda (IRMA)                            | 62             |
| Lituânia (AGATA)                          | 98             |
| México (Mexico Pop Espanol Airplay)       | 3              |
| México (Monitor Latino Pop)               | 7              |
| México (Mexico Airplay)                   | 18             |
| Monitor Latino Internacional              | 18             |
| Nova Zelândia (RMNZ)                      | 16             |
| Nicarágua (Monitor Latino pop)            | 12             |
| Perú (Monitor Latino Pop)                 | 10             |
| Porto Rico (Monitor Latino Pop)           | 11             |
| Portugal (AFP)                            | 19             |
| Suíça (Schweizer Hitparade)               | 56             |
| Venezuela (Monitor Latino Pop)            | 16             |

## Vendas e certificações
| Região                                                        | Certificação | Vendas   |
| ------------------------------------------------------------- | ------------ | -------- |
| Brasil (Pro-Música Brasil)                                    | 3× Diamante  | 380.000‡ |
| ‡vendas+valores de streaming baseados somente na certificação |              |          |

## Histórico de lançamento
| País   | Data                   | Formato(s)                 | Versão            | Gravadora(s) | Ref.   |
| ------ | ---------------------- | -------------------------- | ----------------- | ------------ | ------ |
| Vários | 18 de setembro de 2020 | Download digital streaming | Original          | Warner       | [ 50 ] |
| Itália | 25 de setembro de 2020 | Rádios mainstream          | Original          | Warner       | [ 87 ] |
| Vários | 20 de novembro de 2020 | Download digital streaming | Remix de 24kGoldn | Warner       | [ 51 ] |